# Élection présidentielle djiboutienne de 2016
L’élection présidentielle djiboutienne de 2016 a lieu le 8 avril 2016 afin d'élire le président de Djibouti pour un mandat de cinq ans.
Le président sortant Ismaïl Omar Guelleh est réélu pour un quatrième mandat dès le premier tour.

## Contexte
Le président sortant Ismaïl Omar Guelleh, au pouvoir depuis 1999, est candidat à sa réélection. La révision constitutionnelle de 2010 a raccourci la durée du mandat de six à cinq ans, et supprimé la limitation à deux mandats.
Une partie de l'opposition, dont le Mouvement pour le renouveau démocratique et le développement, appelle au boycott du scrutin.

## Candidats
- Djama Abdourhaman Djama (indépendant)[3].
- Hassan Idriss Ahmed (ARD[4]), ancien diplomate.
- Mohamed Daoud Chehem, président du Parti djiboutien pour le développement, membre de l'USN.
- Mohamed Moussa Ali dit Tourtour (indépendant).
- Omar Elmi Khaireh, président du Centre des démocrates unifié, membre de l'USN.
- Ismaïl Omar Guelleh, président du Rassemblement populaire pour le progrès, membre de l'Union pour la majorité présidentielle, candidat à sa propre succession, investi le 8 janvier 2016[5].

## Système électoral
Le président de Djibouti est élu au scrutin uninominal majoritaire à deux tours, pour un mandat de cinq ans. Est élu le candidat recueillant la majorité absolue des suffrages exprimés au premier tour. À défaut, un second tout est organisé entre les deux candidats arrivés en tête au premier, et celui recueillant le plus de suffrages est déclaré élu.
La date du premier tour est fixée au 8 avril 2016, celle d'un éventuel second tour au 22 avril 2016.

## Résultats
| Candidats                | Candidats                | Partis                   | Premier tour | Premier tour |
| Candidats                | Candidats                | Partis                   | Voix         | %            |
| ------------------------ | ------------------------ | ------------------------ | ------------ | ------------ |
|                          | Ismaïl Omar Guelleh      | RPP                      | 111 389      | 87,07        |
|                          | Omar Elmi Khaireh        | USN                      | 9 385        | 7,34         |
|                          | Mohamed Daoud Chehem     | USN                      | 2 340        | 1,83         |
|                          | Mohamed Moussa Ali       | SE                       | 1 946        | 1,52         |
|                          | Hassan Idriss Ahmed      | SE                       | 1 770        | 1,38         |
|                          | Djama Abdourahman Djama  | SE                       | 1 103        | 0,86         |
|                          |                          |                          |              |              |
| Votes valides            | Votes valides            | Votes valides            | 127 933      | 97,08        |
| Votes blancs et nuls     | Votes blancs et nuls     | Votes blancs et nuls     | 3 845        | 2,92         |
| Total                    | Total                    | Total                    | 131 778      | 100          |
| Abstention               | Abstention               | Abstention               | 59 325       | 31,04        |
| Inscrits / participation | Inscrits / participation | Inscrits / participation | 191 103      | 68,96        |

## Analyse
Ismaïl Omar Guelleh remporte sans surprise l'élection dès le premier tour avec 87,07 % des voix,.